# Under the Sign of the Black Mark
Under the Sign of the Black Mark treći je studijski album švedskog ekstremnog metal sastava Bathory. Album je snimljen u rujnu 1986. te je objavljen 11. svibnja 1987. godine. Album objavljuju izdavačke kuće New Renaissance Records i Under One Flag. Album je imao ključnu ulogu u razvoju black metal žanra te je uvelike inspirirao norvešku black metal scenu koja je nastala početkom devedesetih godina 20. stoljeća.

## Pozadina
Naslovnicu albuma izradio je Gunnar Silins. Model koji je pozirao za naslovnicu je Leif Ehrnborg, tadašnji vrhunski švedski bodibilder.
Pjesma "Woman of Dark Desires" napisana je u počast imenjakinji sastava Elizabeti Báthory. "Enter the Eternal Fire" prva je Bathoryjeva pjesma epskih proporcija trajući gotovo sedam minuta; tekst pjesme odnosi se na pakt s Đavlom. Pjesma "Equimanthorn" govori o paklu ali i o nordijskoj mitologiji, uključujući stih koji opisuje Odinovog "osmonogog crnog pastuha" iliti Sleipnira.

## Recenzije i nasljeđe
Eduardo Rivadavia, glazbeni kritičar sa stranice AllMusic, navodi kako album "ostaje vrhuncem Bathoryjeve karijere te ključnim LP-jem za sve ljubitelje ekstremnog metala." Fenriz iz sastava Darkthrone album opisuje kao "suštinski black metal album". Fenriz također navodi album kao glazbenu inspiraciju za Darkthroneov album iz 1995. godine, Panzerfaust; ostala glazbena izdanja koja navodi su EP Morbid Tales grupe Celtic Frost i demoalbum Necrolust grupe Vader.
Daniel Ekeroth, autor knjige Swedish Death Metal, komentira o utjecaju albuma u svojem intervjuu s časopisom Decibel 2012. godine: "Čak i po Bathoryjevim standardima, ovo je bilo remek djelo u rangu sa Bonded by Blood i Reign in Blood. Pjesme su usavršene te je zvuk atmosferičniji i žešći nego prije. Bathory su tada bili najekstremniji i jedan od najboljih postojećih metal sastava."

## Popis pjesama
Tekstovi i glazba: Quorthon. 
| 1. | »Nocternal Obeisance«   | 1:28 |
| 2. | »Massacre«              | 2:38 |
| 3. | »Woman of Dark Desires« | 4:06 |
| 4. | »Call from the Grave«   | 4:53 |
| 5. | »Equimanthorn«          | 3:41 |

| Side 'Evil' (Strana 'Zlo') | Side 'Evil' (Strana 'Zlo') | Side 'Evil' (Strana 'Zlo') | Side 'Evil' (Strana 'Zlo') | Side 'Evil' (Strana 'Zlo') | Side 'Evil' (Strana 'Zlo') | Side 'Evil' (Strana 'Zlo') | Side 'Evil' (Strana 'Zlo') | Side 'Evil' (Strana 'Zlo') | Side 'Evil' (Strana 'Zlo') |
| Br.                        | Skladba                    | Trajanje                   |                            |                            |                            |                            |                            |                            |                            |
| -------------------------- | -------------------------- | -------------------------- | -------------------------- | -------------------------- | -------------------------- | -------------------------- | -------------------------- | -------------------------- | -------------------------- |
| 6.                         | »Enter the Eternal Fire«   | 6:57                       |                            |                            |                            |                            |                            |                            |                            |
| 7.                         | »Chariots of Fire«         | 2:46                       |                            |                            |                            |                            |                            |                            |                            |
| 8.                         | »13 Candles«               | 5:17                       |                            |                            |                            |                            |                            |                            |                            |
| 9.                         | »Of Doom......«            | 3:45                       |                            |                            |                            |                            |                            |                            |                            |
| 10.                        | »Outro«                    | 0:25                       |                            |                            |                            |                            |                            |                            |                            |
| 35:55                      |                            |                            |                            |                            |                            |                            |                            |                            |                            |

## Zasluge
| Bathory - Quorthon – vokali, gitara, bas-gitara, klavijature, produkcija, inženjer zvuka, miksanje, dizajn - Paul "Pålle" Lundburg – bubnjevi Dodatni glazbenici - Christer Sandström – dodatna bas-gitara | Ostalo osoblje - Börje "Boss" Forsberg - produkcija, inženjer zvuka, miksanje - Gunnar Silins - fotografija |